# Fritz Gerdsmeier
Fritz Gerdsmeier (* 28. April 1962 in Aschaffenburg) ist ein ehemaliger deutscher Ringer. Er gewann sieben deutsche Meistertitel bei den Senioren im griechisch-römischen Stil im Schwer- bzw. Superschwergewicht.

## Werdegang
Fritz Gerdsmeier stammt aus einer Aschaffenburger Ringerfamilie. Sein Vater Karl-Heinz Gerdsmeier war ebenfalls deutscher Meister im Ringen, und Bruder Horst war ein guter Ringer im Mittelgewicht. Fritz Gerdsmeier begann im Alter von 10 Jahren mit dem Ringen. Er gehörte während seiner ganzen Laufbahn dem SV Einigkeit Aschaffenburg-Damm an. Er übte den Beruf eines kaufm. Angestellten aus. Mit einer Größe von 1,90 Metern rang er als Erwachsener im Schwergewicht, der Gewichtsklasse, die damals ihr Gewichtslimit bei 100 kg Körpergewicht hatte. Er wechselte gegen Ende seiner Laufbahn aber in das Superschwergewicht, für das er mit ca. 108 kg aber eigentlich zu leicht war. Er rang immer im griechisch-römischen Stil.
Im Jahre 1979 belegte er bei der deutschen A-Jugend-Meisterschaft (Altersgruppe bis zum 18. Lebensjahr) in der Gewichtsklasse bis 87 kg hinter Rainer Weber aus Nürnberg den 2. Platz. 1980 wurde er deutscher Jugendmeister in derselben Gewichtsklasse vor Gottfried Rampf aus Hallbergmoos. Bei den Junioren gelang ihm der Titelgewinn bei einer deutschen Meisterschaft im Jahre 1982 im Schwergewicht.
Als Junior nahm Fritz Gerdsmeier im Jahre 1980 an der Junioren-Weltmeisterschaft (Juniors) in Colorado Springs teil und belegte in der Gewichtsklasse bis 87 kg Körpergewicht hinter Csaba Majoros aus Jugoslawien und Franz Marx aus Österreich den 3. Platz. Bei der Junioren-Europameisterschaft (Espoirs) 1982 in Leipzig gelang ihm zwar ein Sieg über Ioan Grigoraș aus Rumänien, aber nach Niederlagen gegen Sabew, Bulgarien, und gegen Csaba Majoros blieb er letztlich unplatziert.
Sehr erfolgreich rang Fritz Gerdsmeier bei den deutschen Meisterschaften der Senioren. Im Jahre 1982 musste er sich zwar im Schwergewicht noch mit einem 4. Platz begnügen, aber von 1983 bis 1986 gewann er viermal in Folge den deutschen Meistertitel im Schwergewicht und von 1988 bis 1990 den im Superschwergewicht. Lediglich 1987 musste er sich im Schwergewicht mit dem Vize-Meistertitel im Schwergewicht hinter Roland-Pawel Cwik begnügen.
Fritz Gerdsmeier vertrat ab 1984 auch bei mehreren internationalen Meisterschaften die deutschen Farben. Sein erster Start war bei der Europameisterschaft 1984 in Jönköping, wo er im Schwergewicht nach einem Sieg über den Italiener Antonio Lapenna den 7. Platz belegte. Bei den Olympischen Spielen 1984 in Los Angeles kam er auf den 6. Platz. Im Jahre 1988 nahm er in Seoul ein zweites Mal an Olympischen Spielen teil. Er startete dort im Superschwergewicht, konnte dort aber gegen die körperlich weit überlegenen László Klauz aus Ungarn und Tomas Johansson aus Schweden nichts ausrichten und blieb unplatziert.
Nach den Olympischen Spielen 1988 beendete er seine internationale Ringerlaufbahn.

## Internationale Erfolge
| Jahr | Platz | Wettbewerb                                 | Gewichtsklasse | |
| 1980 | 3.    | Junioren-WM (Juniors) in Colorado Springs  | bis 87 kg KG   | hinter Csaba Majoros (Jugoslawien) und Franz Marx (Österreich) |
| 1982 | unpl. | Junioren-EM in Leipzig                     | Schwer         | nach einem Sieg über Ioan Grigoraș (Rumänien) und Niederlagen gegen Sabew (Bulgarien) und Csaba Majoros |
| 1983 | 5.    | CISM-Militär-WM in Villeurbanne/Frankreich | Schwer         | hinter Greg Gibson (USA), Kamel (Ägypten), Panagiotis Pikilidis (Griechenland) und Sadaghini (Iran) |
| 1984 | 7.    | EM in Jönköping                            | Schwer         | mit einem Sieg über Antonio Lapenna (Italien) und Niederlagen gegen Nikolai Balboschin (UdSSR) und Karl Gustavsson (Schweden)                                                                                |
| 1984 | 6.    | OS in Los Angeles                          | Schwer         | nach Niederlagen gegen Josef Tertelj (Jugoslawien), Greg Gibson und Franz Pitschmann (Österreich) |
| 1985 | 3.    | Turnier in Västerås                        | Schwer         | hinter Thomas Horschel (DDR) und Guram Guduschauri (UdSSR), vor Jank Möller (Schweden) und Marian Lukasik (Polen)                                                                                            |
| 1985 | 5.    | Großer Preis der BRD in Aschaffenburg      | Schwer         | hinter Guram Guduschauri und Leri Chabelowi (beide UdSSR), Ivan Savin (Rumänien) und Miroslav Hulboj (BRD)                                                                                                   |
| 1985 | 5.    | Turnier in Bukarest                        | Schwer         | hinter Marian Lukasik und Ivan Savin |
| 1985 | 11.   | EM in Leipzig                              | Schwer         | nach Niederlagen gegen Thomas Horschel (DDR) und einen weiteren Ringer |
| 1985 | unpl. | WM in Kolbotn                              | Schwer         | gegen Anatol Fedarenka (UdSSR) und Andrej Dimitrow (Bulgarien) |
| 1986 | 5.    | Großer Preis der BRD in Freiburg           | Schwer         | hinter Vasile Andrei (Rumänien), Uwe Neupert (DDR), Roman Bierła (Polen) und Thomas Horschel |
| 1987 | 7.    | WM in Clermont-Ferrand                     | Superschwer    | mit einem Sieg über Roelofs (Niederlande), einer Niederlage gegen Rangel Gerowski (Bulgarien), einem Freilos, einer Niederlage gegen Igor Rostorozki (UdSSR) und einem Sieg über Niels Steffensen (Dänemark) |
| 1988 | 4.    | Großer Preis der ČSSR in Prag              | Superschwer    | hinter Lubomir David (CSSR), Dan Payne (Kanada) und Saur Tschadadse (UdSSR) |
| 1988 | unpl. | EM in Kolbotn                              | Superschwer    | nach Niederlagen gegen Alexander Neumüller (Österreich) und György Kékes (Ungarn) |
| 1988 | unpl. | OS in Seoul                                | Superschwer    | nach Niederlagen gegen László Klauz (Ungarn) und Tomas Johansson (Schweden) |

## Deutsche Meisterschaften
| Jahr | Platz | Altersgruppe | Gewichtsklasse | Ergebnis                                                                                               |
| 1979 | 2.    | Jugend A     | bis 87 kg KG   | hinter Rainer Weber (Nürnberg)                                                                         |
| 1980 | 1.    | Jugend A     | bis 87 kg KG   | vor Gottfried Rampf (Hallbergmoos)                                                                     |
| 1980 | 5.    | Junioren     | Halbschwer     | Sieger: Kai Staab (AC Goldbach) vor Rainer Weber                                                       |
| 1981 | 2.    | Junioren     | Halbschwer     | hinter Rainer Weber, vor Heinz Marnette (Bad Reichenhall)                                              |
| 1982 | 4.    | Senioren     | Schwer         | hinter Hans-Günter Klein (Witten), Klaus Schneegans (Elgershausen) und Andreas Breid-Holzer (Freiburg) |
| 1982 | 1.    | Junioren     | Schwer         | vor Frank Kochanek (Kollnau) und Mike Gössner (Ludwigshafen am Rhein)                                  |
| 1983 | 1.    | Senioren     | Schwer         | vor Martin Gutt (Dortmund) und Andreas Breid-Holzer                                                    |
| 1984 | 1.    | Senioren     | Schwer         | vor Gottfried Rampf (Hallbergmoos) und Klaus Schneegans                                                |
| 1985 | 1.    | Senioren     | Schwer         | vor Gottfried Rampf und Klaus Schneegans                                                               |
| 1986 | 1.    | Senioren     | Schwer         | vor Günter Schmid (Tuttlingen) und Gerhard Himmel (Aschaffenburg)                                      |
| 1987 | 2.    | Senioren     | Schwer         | hinter Roland-Pawel Cwik (Aalen) und vor Raymund Edfelder (Bad Reichenhall)                            |
| 1988 | 1.    | Senioren     | Superschwer    | vor Hans-Günter Klein (Lünen) und Stefan Kaiser (Freiburg)                                             |
| 1989 | 1.    | Senioren     | Superschwer    | vor Hans-Günter Klein und Darek Chiechanowski (Bonn-Duisdorf)                                          |
| 1990 | 1.    | Senioren     | Superschwer    | vor Raymund Edfelder und Peter Borutta (Goldbach)                                                      |

Anm.: 

alle Wettbewerbe im griech.-röm. Stil 

OS: Olympische Spiele 

WM: Weltmeisterschaft 

EM: Europameisterschaft 

Halbschwergewicht: bis 90 kg 

Schwergewicht: bis 100 

Superschwergewicht: bis 130 kg Körpergewicht